# Robert Goffin

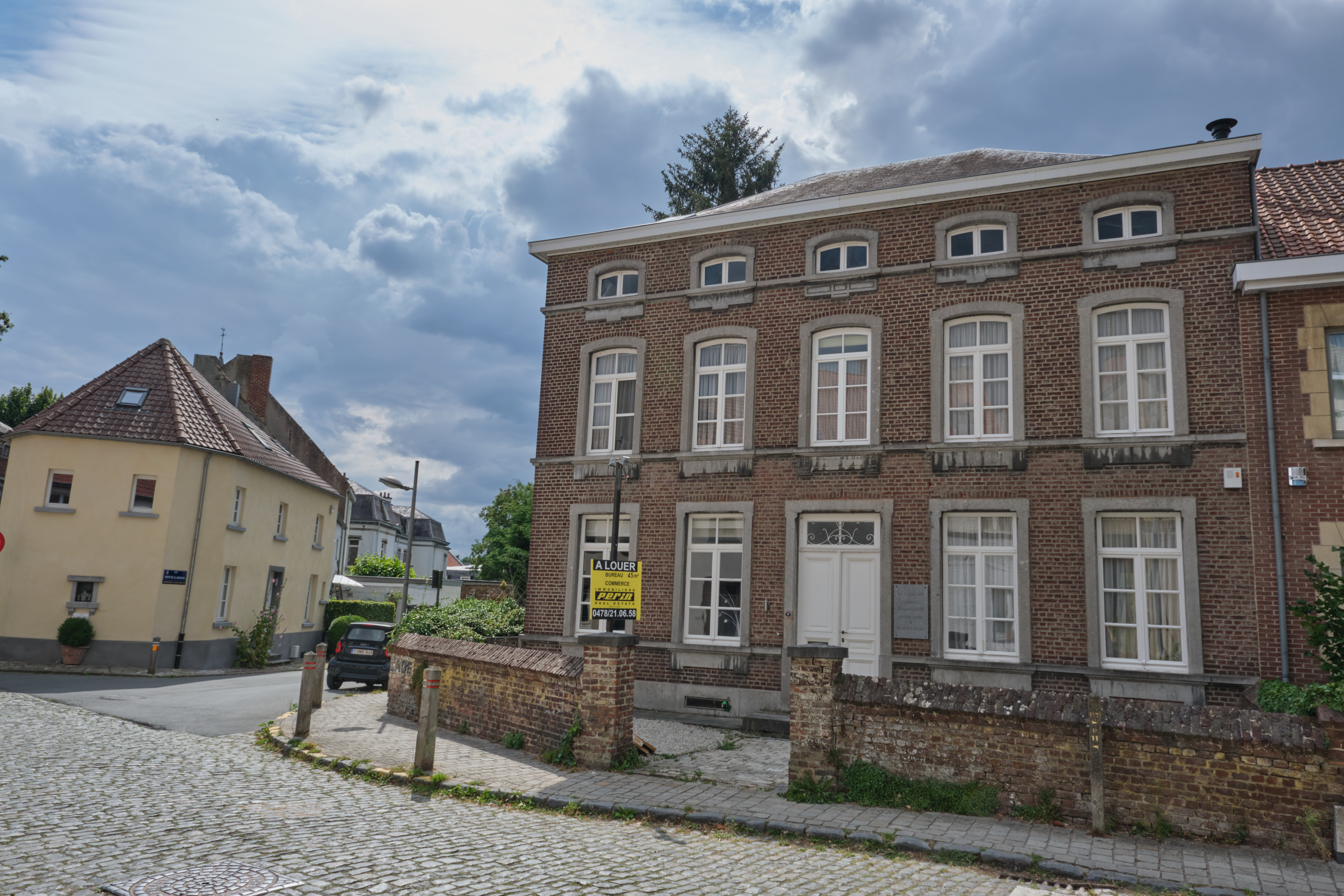
Goffins Geburtshaus (rechts)

Robert Goffin (* 21. Mai 1898 in Ohain (Lasne); † 27. Juni 1984 in Genval) war ein belgischer Anwalt und Schriftsteller, bekannt als Autor des ersten Sachbuchs über Jazz, Aux Frontières du Jazz (1932).

## Leben und Wirken
Goffin studierte am Athenaeum von Saint-Gilles und Jura an der Freien Universität Brüssel. Nebenbei veröffentlichte er schon 1918 Gedichte (La rosare des soirs). Kurz darauf entdeckte er über Clément Pansaers den Dadaismus, 1921 gründete er die Literaturzeitung La Lanterne sourde; auch lud er Blaise Cendrars und Jean Cocteau nach Brüssel ein. 1922 publizierte er einen weiteren Gedichtband mit dem Titel Jazz Bands (Vorwort Jules Romains) – viele weitere Gedichtbände folgten bis 1982. Im Jahr 1923 wurde er Anwalt am Berufungsgericht in Brüssel; 1928 heiratete er. Nebenberuflich befasste er sich mit Jazz und veröffentlichte 1932 Aux Frontiers du Jazz (Éditions Sagittaire, Paris), das häufig als erstes ernstzunehmendes Werk zum Jazz angesehen wird (noch vor den Büchern der Franzosen Hugues Panassié und Charles Delaunay). Er war schon im Vorfeld der Besetzung durch die deutschen Truppen ein Gegner der Faschisten, der sich für die Aufgabe der Neutralität Belgiens und Kampf an der Seite Frankreichs einsetzte.
Vor der Besetzung Belgiens emigrierte Goffin in die USA, wo er sich als Schriftsteller betätigte. Neben Romanen veröffentlichte er ein von Leonard Feather ins Englische übersetztes Jazzbuch (Jazz: from the Congo to the Metropolitan, 1944), initiierte mit Feather den Esquire Jazz Award und gab mit Feather einen Jazzkurs an der New School for Social Research in New York City. 1947 veröffentlichte er ein Buch über Louis Armstrong (Horn of Plenty) und 1946 über New Orleans (La Nouvelle Orleans, capitale du Jazz). Nach dem Krieg kehrte er nach Belgien zurück, wo er wieder am Berufungsgericht war. Seit 1952 war er Mitglied der Königlich Belgischen Akademie für Französische Sprache und Literatur und 1971 deren Direktor. 1956 wurde er Direktor des belgischen Pen-Clubs. Im Ruhestand zog er an den Genfersee. 1979 und 1980 veröffentlichte er Erinnerungen.
Goffin kannte viele Literaten seiner Zeit. Paul Delvaux und Paul-Henri Spaak waren in seiner Jugend Klassenkameraden. Später war er mit Blaise Cendrars, Jean Cocteau und Paul Éluard befreundet.